# Koshikiiwa-jinja
Le Koshikiiwa-jinja (越木岩神社) est un sanctuaire shinto situé à Nishinomiya dans la préfecture de Hyōgo au Japon. Son autre nom est Ebisu daijingū. L'attraction de ce sanctuaire est un mégalithe appelé Koshiki-iwa, littéralement « rocher vapeur de riz », parce que les anciens Japonais pensaient que sa forme ressemblait à celle d'un cuiseur de riz. La hauteur du mégalithe est de 10 m pour une circonférence de 40 m.
L’enceinte du Koshikiiwa-jinja comprend aussi un dohyō de sumo extérieur et une scène, utilisée à l'occasion pour le kagura.

## Histoire
Dans l'Engishiki, document consacré aux cérémonies royales de l'époque de Heian, l'Ōkuninonushi-Nishi-jinja (大国主西神社) est cité, sanctuaire qui passe pour être l'actuel Koshikiiwa-jinja.
Vers 1644, ce sanctuaire est reconstruit et en 1656 Ebisu du Nishinomiya-jinja y est vénéré par le moine Kyōjun (教順). L'actuel sanctuaire intérieur est bâti en 1936 et le sanctuaire extérieur en 1983.